# Suriname Toerisme Autoriteit
De Suriname Toerisme Autoriteit (STA) is een Surinaams bestuursorgaan dat toeziet op de regulering en duurzame ontwikkeling van toerisme in Suriname. De STA kwam in 2023 in de plaats van de Stichting Toerisme Suriname (STS).
De eerste plannen om tot een wet te komen die het toerisme in Suriname reguleert stammen uit het eind van de 20e eeuw. Bij elkaar duurde het ruim 26 jaar tot De Nationale Assemblée op 13 april 2022 Wet Toerisme Autoriteit Suriname aannam, evenals de Toerisme Raamwet. Het initiatief voor de wet werd genomen door Obed Kanapé, Patricia Etnel en Cedric van Samson, assmbléeleden van alle drie partijen die in april 2023 de regering vormden. Het doel is om het toerisme in het land naar een hoger niveau te tillen.
De eerste Raad van Toezicht van de STA werd op 6 november 2023 geïnstalleerd, met hospitality consultant Stuard Orassie als voorzitter. Verder namen diverse mensen uit toerisme- en verwante branches plaats in de Raad. Hierna werd gewerkt aan een ondernemingsplan, doelgroepbepaling, huisstijl en andere zaken die nodig zijn om de daadwerkelijke start te maken. Die wordt eind 2024 verwacht.